# TOCA World Touring Cars
TOCA World Touring Cars (Jarrett & Labonte Stock Car Racing  na América do Norte) é um jogo eletrônico simulador de corridas desenvolvido e publicado pela Codemasters em 2000 para PlayStation e Game Boy Advance.

## Circuitos

### Alemanha
- Hockenheimring
- Nürburgring

### Argentina
- Buenos Aires

### Austrália
- Adelaide
- Bathurst
- Surfers Paradise

### Áustria
- A1 Ring

### Brasil
- Autódromo Internacional Nelson Piquet (Brasília)

### Canadá
- Circuito de Rua de Vancouver

### Espanha
- Circuito de Barcelona-Catalunha

### Estados Unidos
- Laguna Seca Raceway
- Road America
- Watkins Glen International

### França
- Dijon-Prenois

### Itália
- Autódromo Nacional de Monza

### Japão
- Circuito de Suzuka
- Sportsland Sugo
- TI Aida

### México
- Hermanos Rodriguez

### Reino Unido
- Brands Hatch
- Oulton Park
- Silverstone
- Snetterton